# Hans Jokl
Hans Jokl, též Johann Jokl (15. nebo 17. prosince 1878 Vídeň – 3. února 1935 Opava), byl československý politik německé národnosti, meziválečný poslanec a senátor Národního shromáždění za Německou sociálně demokratickou stranu dělnickou v ČSR.

## Biografie
Narodil se 15. nebo 17. prosince 1878. V databází poslanecké sněmovny uváděno, že se narodil 15. prosince 1876. Vystudoval národní a obchodní školu ve Vídni. Původně byl obchodním příručím. Politicky aktivní byl již za Rakouska-Uherska. Angažoval se v sociálně demokratickém hnutí. Od roku 1897 se zapojil do socialistického mládežnického hnutí. Byl organizátorem obchodních příručí. Od roku 1899 byl členem prvního sociálně demokratického vzájemného spolku ve Vídni. Vydával v Opavě list Schlesischen Volkspresse. Ve volbách do Říšské rady roku 1911 se stal za Sociálně demokratickou stranu Rakouska poslancem Říšské rady (celostátní parlament), kam byl zvolen za okrsek Slezsko 09. Usedl do poslanecké frakce Klub německých sociálních demokratů. Ve vídeňském parlamentu setrval do zániku monarchie.
Po rozkladu Rakouska-Uherska v roce 1918 patřil mezi hlavní postavy německé sociální demokracie, které se angažovaly při vytváření lokálních provinčních vlád německé menšiny s cílem v rámci práva na sebeurčení tato teritoria zapojit do Německého Rakouska. Podílel se na vyhlášení provincie Sudetenland na severu Moravy a ve Slezsku a zasedal v letech 1918–1919 ve Vídni v Provizorním národním shromáždění Německého Rakouska.
Od založení DSAP roku 1919 byl jejím krajským tajemníkem v Opavě. Od roku 1919 do roku 1935 byl členem předsednictva strany. V parlamentních volbách v roce 1920 získal za Německou sociálně demokratickou stranu dělnickou v ČSR (DSAP) mandát v československém Národním shromáždění. Podle údajů k roku 1920 byl profesí redaktorem v Opavě.
V parlamentních volbách v roce 1925 získal senátorské křeslo v Národním shromáždění. Mandát obhájil v parlamentních volbách v roce 1929. V senátu setrval do své smrti roku 1935. Pak místo něj jako náhradník nastoupil Hieronymus Schlossnikel.
Zemřel v únoru 1935.